# Секку, Дебора
Дебора Фиалью Се́кку (порт. Deborah Fialho Secco; род. 26 ноября 1979) — бразильская актриса.

## Биография
Дебора Секку родилась в обычной бразильской семье. С детского возраста начала постоянно сниматься на телевидении. Первую заметную роль она исполнила в телесериале «Признания подростка». Роль вредной Ирис в телесериале «Семейные узы» прибавила ей популярности и принесла признание актёрского таланта. В телесериалах «Покровительница», «Америка», «Pé na Jaca» она уже исполняет главные роли. Второстепенная роль Марии ду Сеу в телесериале 2008 года «Фаворитка» была более успешной, нежели главная роль в телесериале «Америка». 
Дебора была замужем с 1997 по 2000 г . за телережиссёром Рожериу Гомесом (он старше её на 18 лет), встречалась с актёрами Маурисиу Маттаром, Дадо Долабелла. Она дважды (в 1999 и 2002 годах) позировала обнажённой для бразильской версии журнала «Плейбой».
6 июня 2009 года Дебора вышла замуж за футболиста Рожера Флореса, в 2010 году они развелись.
4 декабря 2015 года родила дочку Марию Флор от сёрфера Уго Моруа, а 30 декабря 2015 года вышла за него замуж.

## Избранная фильмография
- 2022 — Суперхиты!
- 2020 — Спасайся, кто может
- 2018 — Второе солнце
- 2018 — Женщины на грани
- 2014 — Улыбайтесь, вас снимают
- 2014 — Буги вуги
- 2014 — Удачи
- 2013 — Признания подростков
- 2012 — Они сводят меня с ума
- 2011 — Безрассудное сердце — Натали Ламур
- 2010 — Девушки Рио (мини-сериал) — Алиси
- 2011 — Бруна Сурфистинья (фильм) — Бруна
- 2008 — Фаворитка — Мария до Сеу
- 2007 — Тропический рай — Бетина (эпизод)
- 2006 — Pé na Jaca — Элизабет
- 2005 — Америка — Сол
- 2004 — Гадалка — Рита
- 2003 — Знаменитость — Дарлене
- 2002 — Поцелуй вампира — Лара
- 2001 — Покровительница — Сесилия де Са
- 2000 — Храбрый — Джейн
- 2000 — Семейные узы — Ирис Франк Ласерда
- 2000 — Открытие Бразилии — Моэма
- 1999 — Нежный яд — Марина
- 1998 — Однажды... — Эмилия
- 1997 — Заза — Дора Дюмонт
- 1996 — Дворняжка — Тату (Барбара)
- 1995 — Новая жертва  — Карина Росси
- 1994 — Признания юности — Карол
- 1993 — Летние рассказы — Фабиола
- 1992 — Решать вам - Сокорро
- 1990 — Чёрный капуцин — Денизе

## Премии
- 1995 — премия APCA trophy — открытие года (сериал «Признания подростка»).